# Sèrie 730 de Renfe
La Sèrie 730 de Renfe és un tren d'altes prestacions d'ample variable, que pot circular tant per ample ibèric com a ample internacional, i híbrid, que pot funcionar tant sota catenària de 3 kVcc o 25 kVca, com mitjançant motors diésel. Està dissenyat per realitzar serveis que transcorrin en part per línies d'alta velocitat, i en part per línies no electrificades.
Cada tren consisteix en una branca de la Sèrie 130 de Renfe a la qual se li incorporen dos furgons generadors dièsel entre els caps tractors i la branca de viatgers. Aquests furgons generen l'electricitat necessària per a moure els motors elèctrics del tren i per a mantenir els serveis a bord.

## Reforma
La construcció d'aquesta sèrie ha consistit en la reforma de 15 unitats de la Sèrie 130 de Renfe, les numerades entre 130.011 i 130.025. Aquests trens estan formats per una branca Talgo seriï VII i dos caps tractors. La modificació s'ha realitzat en els remolcs extrems de les branques, substituint-los per uns nous furgons extrems dotats cadascun d'un grup generador amb un motor diésel de 12 cilindres MTU 12V 4000R43L amb una potència de 1 800 kW i 6 600 kg de pes, idèntic al que munten els caps tractoras del Talgo XXI (sèrie 355) i les Bitrac de CAF. Aquests generadors també alimenten els serveis al tren, per la qual cosa la potència subministrada als motors de tracció és sensiblement inferior (2 x 1 200 kW).
El pes d'aquest equipament impedeix que pugui descansar sobre rodals Talgo clàssics, per la qual cosa incorpora un boje convencional (idèntic al dels caps tractoras però desmotorizado) en un extrem que transmet el pes, i un rodal compartit amb el següent remolc. Tot l'extrem es dedica a equipaments, en lloc dels seients que incorporaven els 130, per la qual cosa aquesta versió té 34 places menys que la seva versió elèctrica.
La reforma es va anunciar al desembre de 2009, amb un cost complet de 78 milions d'euros, i es van incorporar a servei comercial al juny de 2012.

## Posada en servei
Presten servei a partir del 17 de juny de 2012 en la relació Madrid-Galícia i Alacant-Galícia, reduint fins a 57 minuts el temps de viatge.

## Serveis
Des del 17 de juny de 2012 aquestes unitats presten servei en les següents relacions:
| Relacions Alvia Sèrie 730 | Relacions Alvia Sèrie 730 | Relacions Alvia Sèrie 730 | Relacions Alvia Sèrie 730                                          | Relacions Alvia Sèrie 730                      | Relacions Alvia Sèrie 730 |
| Origen                    | Parades | Destinació                | Freqüència                                                         | Cambiador d'ample                              |                           |
| ------------------------- | --- | ------------------------- | ------------------------------------------------------------------ | ---------------------------------------------- | ------------------------- |
| Madrid-Chamartín          | Segovia-Guiomar · Medina del Campo · Zamora · Puebla de Sanabria · A Gudiña · Ourense-Empalme · Guillarei · Redondela · Vigo-Guixar | Pontevedra                | Pontevedra-Madrid circula LMXJVDMadrid-Pontevedra circula LMXJVS   | Medina del Campo                               |                           |
| Madrid-Chamartín          | Medina del Campo · Zamora · Ourense-Empalme · Vigo-Guixar | Pontevedra                | Pontevedra-Madrid circula LMXJVSDMadrid-Pontevedra circula LMXJVSD | Medina del Campo                               |                           |
| Madrid-Chamartín          | Segovia-Guiomar · Medina del Campo · Zamora · Puebla de Sanabria · A Gudiña · Ourense-Empalme · Monforte de Lemos · Sarria · Lugo · Guitiriz · Teixeiro · Curtis · Betanzos-Infesta · Betanzos-Cidade · Pontedeume                       | Ferrol                    | Ferrol-Madrid circula LMXJVSDMadrid-Ferrol circula LMXJVSD         | Medina del Campo                               |                           |
| Madrid-Chamartín          | Segovia-Guiomar · Medina del Campo · Zamora · Puebla de Sanabria · A Gudiña · Ourense-Empalme · Santiago de Compostela · A Coruña · Elviña-Universidade · Betanzos-Infesta · Betanzos-Cidade · Pontedeume                                | Ferrol                    | Ferrol-Madrid circula LMXJVSDMadrid-Ferrol circula LMXJVSD         | Medina del Campo                               |                           |
| Madrid-Chamartín          | Segovia-Guiomar · Medina del Campo · Zamora · Puebla de Sanabria · A Gudiña · Ourense-Empalme · Santiago de Compostela | A Coruña                  | la Corunya-Madrid circula LMXJVDMadrid-la Corunya circula LMXJVS   | Medina del Campo                               |                           |
| Alacant-Terminal          | Elda-Petrer · Villena · Almansa · Albacete-Los Llanos · Madrid-Puerta de Atocha · Madrid-Chamartín · Segovia-Guiomar · Medina del Campo · Zamora · Puebla de Sanabria · A Gudiña · Ourense-Empalme · Guillarei · Redondela · Vigo-Guixar | Pontevedra                | Pontevedra-Alacant circula SAlicante-Pontevedra circula D          | Albacete, Atocha, Chamartín i Medina del Campo |                           |
| Alacant-Terminal          | Elda-Petrer · Villena · Almansa · Albacete-Los Llanos · Madrid-Puerta de Atocha · Madrid-Chamartín · Segovia-Guiomar · Medina del Campo · Zamora · Puebla de Sanabria · A Gudiña · Ourense-Empalme · Santiago de Compostela              | A Coruña                  | la Corunya-Alacant circula SAlacant-la Corunya circula D           | Albacete, Atocha, Chamartín i Medina del Campo |                           |

A més, els divendres realitzen un servei Alvia entre Madrid-Chamartín i La Corunya per reforçar al servei diari a causa de l'increment de la demanda pels desplaçaments de finalització de setmana. Aquest servei té el seu invers el diumenge, en sentit La Corunya - Madrid-Chamartín. Realitza menys parades que el servei diari.
Recentment s'ha començat a prestar un servei nocturn entre Madrid-Chamartín i La Corunya en dates puntuals que es corresponen amb l'inici o final de ponts festius o períodes vacacionals, per atendre a l'increment de la demanda. Aquests trajectes nocturns s'efectuen en tots dos sentits.

## Accident ferroviari a Santiago
Un dels trens d'aquesta sèrie va descarrilar el 24 de juliol de 2013 a aproximadament 3 km de l'estació de Santiago de Compostel·la, concretament en el punt kilométrico 80,620. El comboi tenia com a origen Madrid-Chamartín i destinació Ferrol. 79 persones van morir i altres 131 van resultar ferides de diversa consideració. És un dels accidents més greus de la història ferroviària recent d'Espanya.